# شگفت‌زده (هیجان)

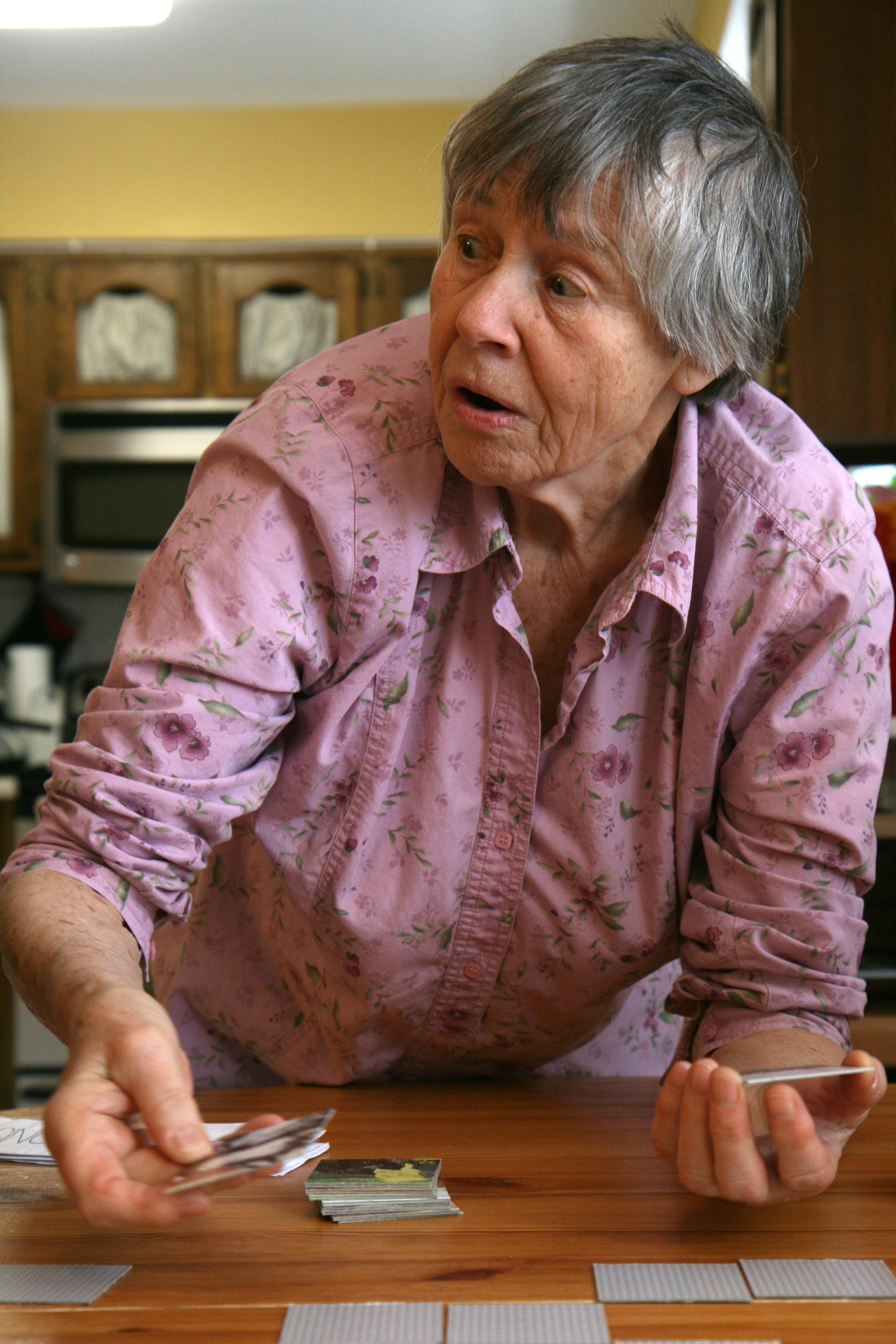
یک پیرزن شگفت‌زده

شگفت‌زده، متعجب، غافل‌گیر یا سورپرایز (به فرانسوی: Surprise) یک حالت زودگذر روانی و فیزیولوژیکی است که جانوران و انسان‌ها در مواجهه با رویدادهای غیرمنتظره از خود بروز می‌دهند. شگفت‌زدگی می‌تواند ظرفیت‌های (valence) مختلفی داشته باشد؛ یعنی می‌تواند خنثی، خوشایند، ناخوشایند، مثبت، یا منفی باشد. به علاوه، شدت غافل‌گیری می‌تواند از خیلی-شگفت‌زده (پاسخ جنگ و گریز) تا کمی-شگفت‌زده متغیر باشد.
به نظر برخی از پژوهشگران، غافل‌گیری ویژگی‌های ضروری هیجانهای پایه را داراست. روان‌شناس آمریکایی، پاول اکمن، مطالعات میان‌فرهنگی شگفت‌زدگی را یکی از شش هیجان پایه به حساب آورد. برخی دیگر، شگفت‌زدگی را جزو هیجان‌ها نمی‌دانند، بلکه آن را یک حالت شناختی (Cognitive state) در نظر می‌گیرند.

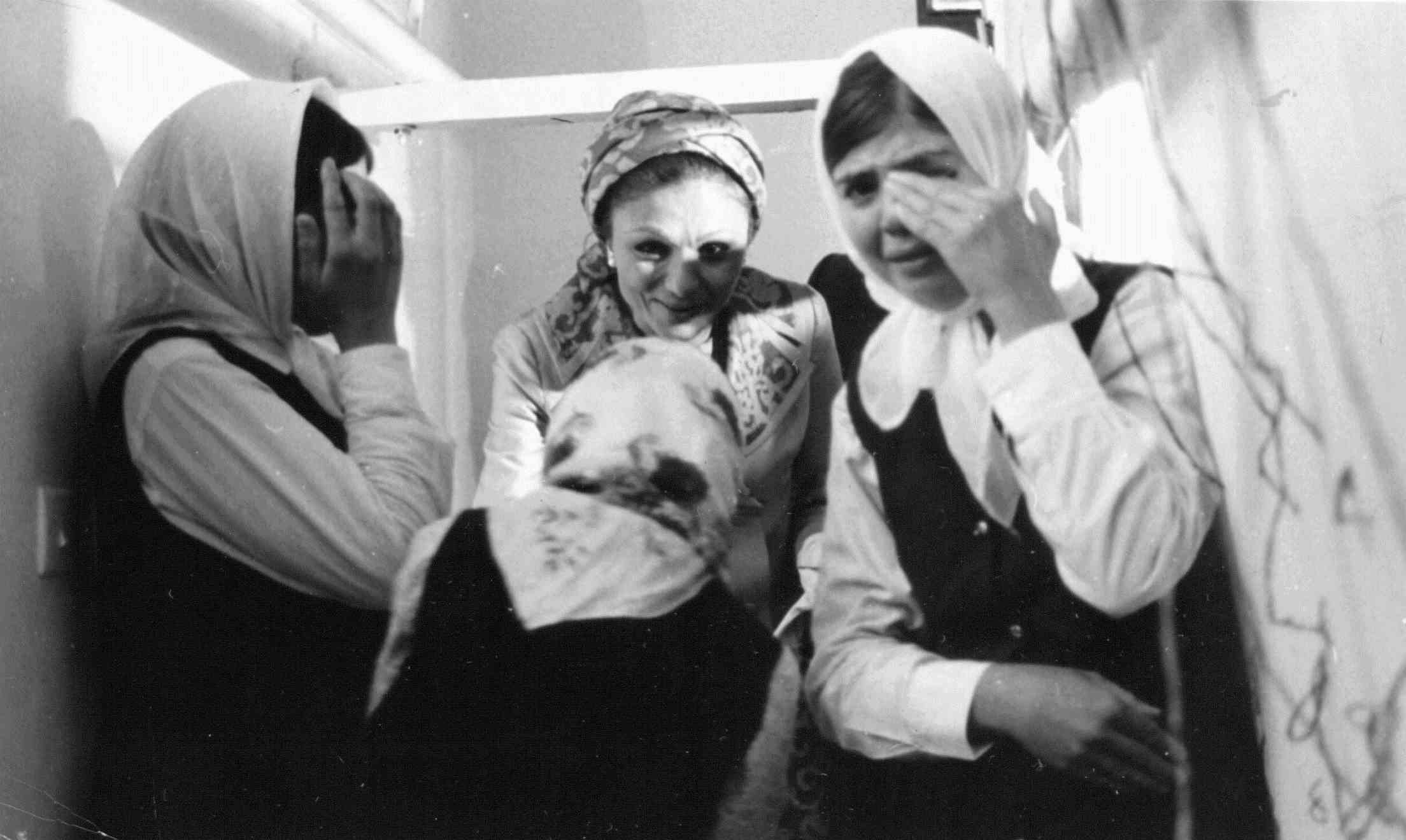
دخترانی در پرورشگاه بیرجند که از دیدار فرح پهلوی از غافل‌گیری بسیار، گریه می‌کنند؛ ۱۹ مه ۱۹۷۶